# Порушення законодавства на виборах до Державної думи (2011)
На виборах до Державної Думи Росії 2011 року були зафіксовані численні порушення. Нижче наведені деякі з них.

## Москва

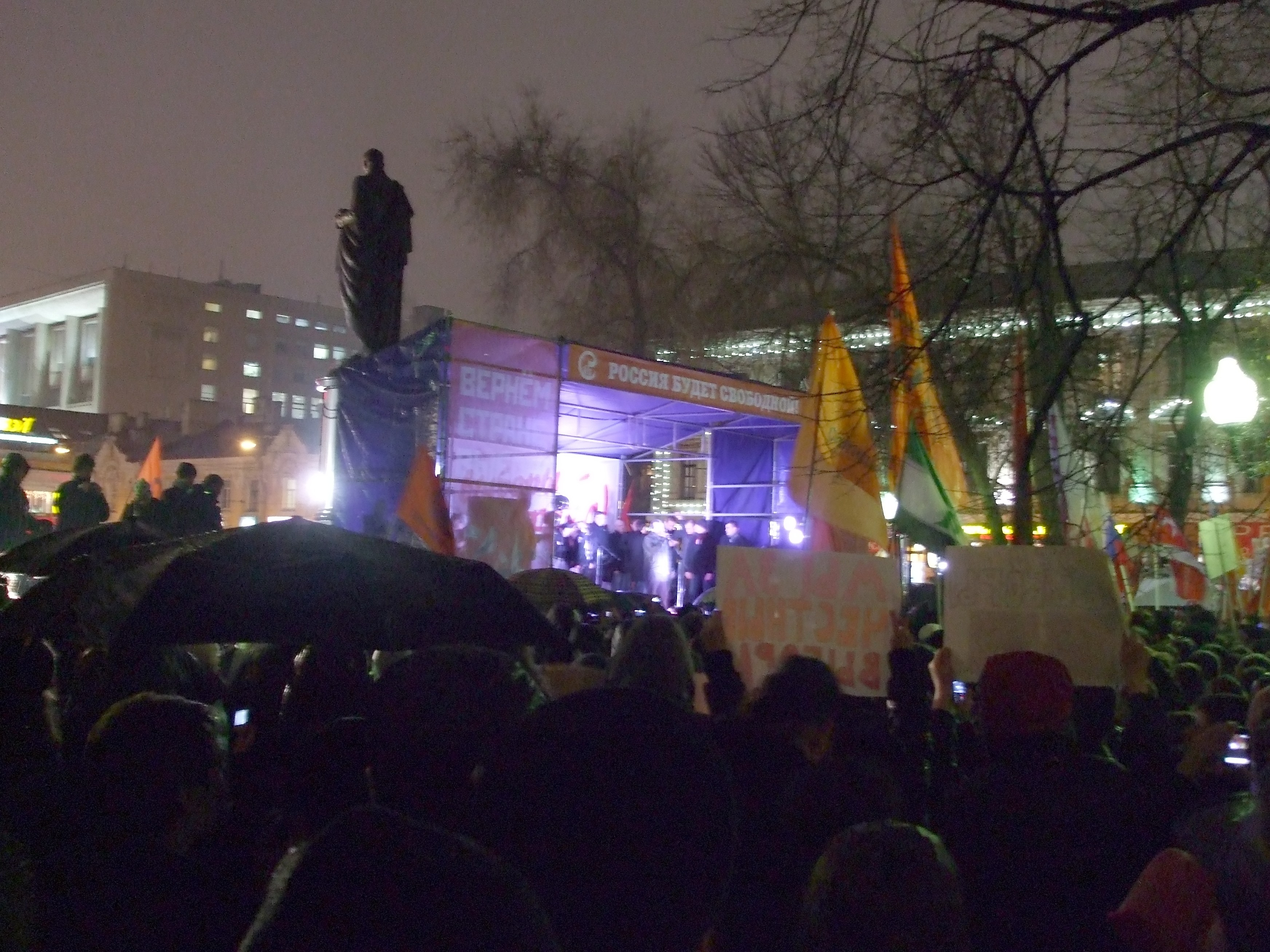
мітинг в Москві 5 грудня

Список порушень по ділянках:
- 6 — порушення ФЗ-51 розпорядчого негайну видачу копії протоколу після підбиття підсумків і на першу вимогу спостерігачів і последущей фальсифікація числа голосів, за яку несе відповідальність голова дільничної комісії Ковбас Валентин Михайлович[1]
- 997 — видавалися бюллютенях без печатки, спостерігачі погодилися з даними фактом, але відмовилися зафіксувати факт порушення[2].
- 2501 — голова комісії заповнює порожні бланки для голосування[3].
- 2511 — відбулася заміна урн[4]
- 2739 — кабінки для голосування обладнані ручками, що стираються.[5].
- 2945 — (вул. Народного Ополчення 32, Московський технічний університет зв'язку та інформатики), за попередніми даними, стався вкидання бюлетенів. Подія засвідчено депутатом Державної думи РФ Геннадієм Гудковим[6][7].
- 2889, 2890, 2891 — «Карусель» на виборах, зйомка від учасника[8].
- Ранковий вкидання бюллютенях ще до початку голосування в Хамовниках[9].

## Петербург
Список нестиковок між результатами голосування по протоколах і за даними в ГАС «Вибори».
- 188 — підміна результатів голосування на сайті ЦВК[11].
- 1016 — «підгонка» кількості бюлетенів і розбіжність результатів по протоколу і за даними ЦВК[12].

## Новокузнецьк
- 639 — зафіксовано вкидання бюллютенях ще до початку голосування[13][14].

## Тюмень
«Мертві душі» на виборчій дільниці. На виборах був виявлений виборець, якого не існує, але в списку він Як я сходив на вибори.

## Перм
Голосування ще не закінчилося, а комісії запропонували заповнити протоколи.

## Хабаровськ
Людині, відсутній у списку, запропонували записатися у документі, заповненому олівцем.